# Pocztylion z Lonjumeau
Pocztylion z Lonjumeau (Le postillon de Lonjumeau) – opera (opéra comique) w trzech aktach Adolphe'a Adama z 1836. Libretto napisali Adolphe de Leuven i Léon-Lévy Brunswick.
Prapremiera miała miejsce 13 października 1836 w Opéra-Comique w Paryżu.
Adam komponował operę między listopadem 1835 a kwietniem 1836. Cieszyła się sporym powodzeniem we Francji, gdzie grano ją ponad 500 razy, niemniej nie powtórzyła sukcesu jego poprzedniego dzieła – Le Chalet (Chatka w górach). Dużo większym powodzeniem cieszyła się w Niemczech. Do historii opery przeszły role w wykonaniu Theodora Wachtela i Heinricha Bötela. 
Z opery pochodzi aria Mes amis, écoutez l'histoire z wysokim, tenorowym D. Nagrywali ją między innymi Joseph Schmidt czy Helge Rosvaenge.

## Postaci
| Rola                       | Głos         | Pierwsze wykonanie      |
| -------------------------- | ------------ | ----------------------- |
| Chapelou/Sain-Phar         | Tenor        | Jean-Baptiste Chollet   |
| Madeleine/Madame de Latour | Sopran       | Geneviève-Aimée Prévost |
| Biju/Alcindor              | Bas          | Henry Deshaynes         |
| Markiz de Corcy            | Tenor        |                         |
| Bourdon                    | Bas          |                         |
| Rose                       | rola mówiona | Roy                     |

## Fabuła
Akt I
Akcja odbywa się w miasteczku Lonjumeau podczas wesela pocztyliona Chapelou i oberżystki Madeleine. Uprzednio wiedźma przepowiedziała Chapelou, że zrobi karierę w mieście, a Madeleine, że zasługuje na lepszego męża. Przejeżdżający przez okolicę markiz de Corcy, dyrektor Opery Paryskiej, słyszy w wykonaniu Chapeleu arię Mes amis, écoutez l'histoire. Zachwycony proponuje mu angaż. Pocztylion z zachwytem przyjmuje propozycję i wyjeżdża z miasteczka.